# 克珀尼茨湖
53°4′27″N 12°57′54″E / 53.07417°N 12.96500°E
克珀尼茨湖（德語：Köpernitzsee），是德國的湖泊，位於該國西南部，由勃蘭登堡州負責管轄，處於東普里格尼茨-魯平縣，長1.3公里、寬0.3公里，面積0.25平方公里，海拔高度57米，最大水深2米。